# Mala Gorica (Sveta Nedelja)
 Mala Gorica  falu Horvátországban Zágráb megyében. Közigazgatásilag Sveta Nedeljához tartozik.

## Fekvése
Zágráb központjától 16 km-re délnyugatra, községközpontjától 3 km-re délre, a Szamobori-hegység és a Szávamenti-síkság találkozásánál fekszik.

## Története
A településnek 1857-ben 210,  1910-ben 403 lakosa volt. Trianon előtt Zágráb vármegye Szamobori járásához tartozott. 2011-ben a falunak 627 lakosa volt.

## Lakosság
| Lakosság változása | Lakosság változása | Lakosság változása | Lakosság változása | Lakosság változása | Lakosság változása | Lakosság változása | Lakosság változása | Lakosság változása | Lakosság változása | Lakosság változása | Lakosság változása | Lakosság változása | Lakosság változása | Lakosság változása | Lakosság változása |
| ------------------ | ------------------ | ------------------ | ------------------ | ------------------ | ------------------ | ------------------ | ------------------ | ------------------ | ------------------ | ------------------ | ------------------ | ------------------ | ------------------ | ------------------ | ------------------ |
| 1857               | 1869               | 1880               | 1890               | 1900               | 1910               | 1921               | 1931               | 1948               | 1953               | 1961               | 1971               | 1981               | 1991               | 2001               | 2011               |
| 210                | 251                | 302                | 357                | 366                | 403                | 412                | 496                | 615                | 639                | 622                | 585                | 569                | 579                | 545                | 627                |

## Nevezetességei
Szent Mária Magdolna tiszteletére szentelt kápolnája a 18. század közepén épült barokk stílusban egy 17. századi fakápolna helyén. Négyszög alaprajzú épület, melynek szentélye apszisban záródik, kis harangtornya a homlokzat felett áll. Különösen értékes az 1600 körül készített főoltár, melyet a régi sveta nedeljai templomból hoztak át. Az oltár fából faragott, kétszintes aranyozott építmény öt szoborral és a védőszentet ábrázoló oltárkáppel díszítve.Ezen a vidéken egyedülállóan régi a máig fennmaradt oltárok közül. A kápolnától nagyszerű kilátás nyílik a Medvednicai és Szamobori hegyekre.